# 石川氏人
石川 氏人（いしかわ の うじひと、生年不明 - 天平宝字8年9月18日（764年10月17日））は、奈良時代の貴族。姓は朝臣。官位は従五位下・周防守。

## 経歴
孝謙朝末の天平勝宝9歳（757年）摂津職解に正六位上行少進として署名がある。
淳仁朝の天平宝字8年（764年）正月に従五位下に叙爵し周防守に任じられるが、同年9月に発生した藤原仲麻呂の乱では藤原仲麻呂側に加担して、斬殺されている。

## 官歴
注記のないものは『続日本紀』による。
- 時期不詳：正六位上
- 天平勝宝9歳（757年） 3月16日：見摂津少進[2]
- 天平宝字8年（764年） 正月7日：従五位下。同月21日：周防守。9月18日：卒去（藤原仲麻呂の乱で戦死）